# Hôpitaux de Hohenlychen

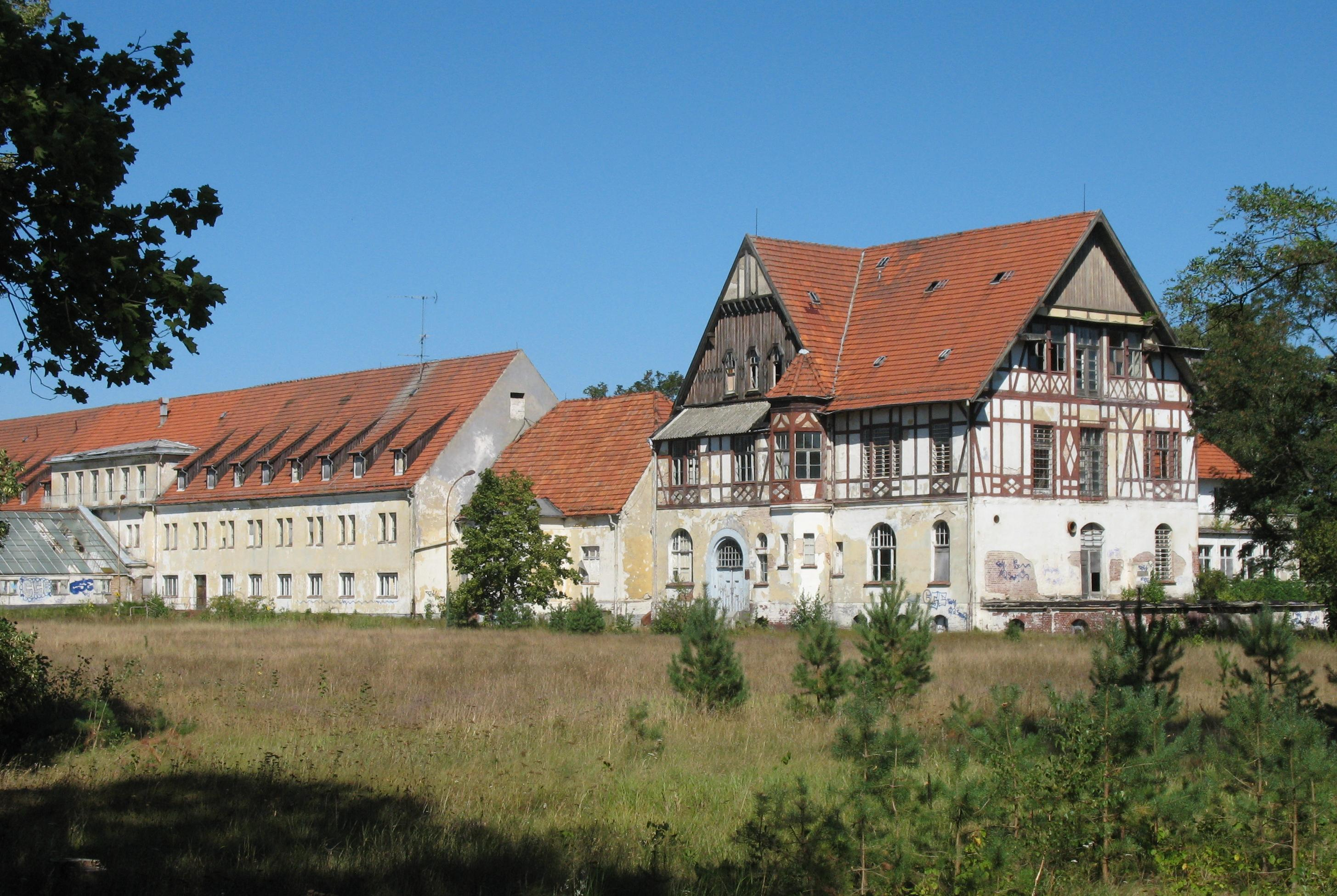
Sanatorium de Hohenlychen.

Les hôpitaux de Hohenlychen (en allemand : Heilanstalten Hohenlychen) étaient un complexe de sanatoriums à Lychen dans l'actuel Land de Brandebourg, en Allemagne, qui exista de 1902 à 1945. Il est devenu durant le Troisième Reich un hôpital de la Waffen-SS sous la direction du médecin nazi Karl Gebhardt.

## Histoire
En 1902, le médecin Gotthold Pannwitz (1861-1926), fondateur de la commission centrale allemande pour la lutte contre la tuberculose, fait construire un hôpital pédiatrique à la lisière des forêts près de la ville de Lychen au nord de Berlin. Le sanatorium est administré par la Croix-Rouge allemande et est agrandi en l'espace de quelques années. En 1911, l'impériatrice Augusta-Victoria effectue une visite à Hohenlychen. Durant la Première Guerre mondiale, le complexe est utilisé comme hôpital militaire, et en 1927, le Comité sanitaire de la Société des Nations s'y réunit.

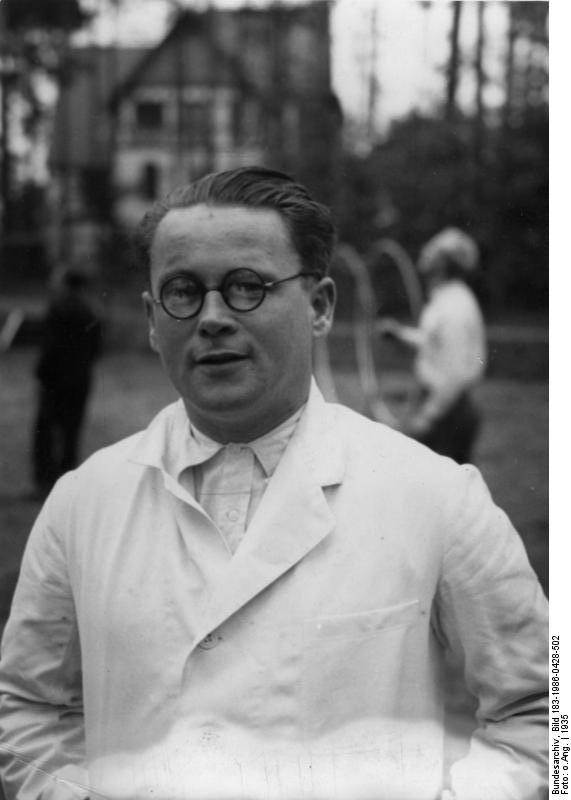
Karl Gebhardt à Hohenlychen, 1935.

Karl Gebhardt y officie à partir du 1er novembre 1933 en tant que médecin-chef du sanatorium pour des patients atteints de tuberculose. Il y fonde ensuite une clinique orthopédique pour le traitement des blessures du sport et du travail, notamment au ménisque. Les hôpitaux sont un lieu prisé des dirigeants et fonctionnaires du parti nazi, notamment Hitler, Himmler et Hess, mais aussi des élites des pays alliés du Reich. Ainsi, le ministre du régime de Vichy Jean Bichelonne y meurt en décembre 1944.
La ville de Lychen a pleinement bénéficié de l'établissement de cure. Des médecins nazis tels que Ludwig Stumpfegger, Fritz Fischer, Herta Oberheuser et Kurt Heißmeyer y travaillent. Pendant la Seconde Guerre mondiale, le complexe sert à nouveau d'hôpital militaire. Il est aussi le lieu d'expérimentations médicales sur les êtres humains menées par des médecins SS sur 36 femmes détenues de Ravensbrück, pour étudier le traitement de la gangrène avec des antibiotiques sulfamidés.
Vers la fin de la guerre, Folke Bernadotte, vice-président de la Croix-rouge suédoise, y est accueilli en vue de négocier avec Himmler les conditions de l'opération humanitaire des Bus blancs. L'hôpital est évacué à l'approche de l'Armée rouge. Gebhardt fuit alors vers Flensbourg, mais est arrêté puis condamné à mort le 21 août 1947 pour crimes de guerre et crimes contre l'humanité lors du procès des Médecins de Nuremberg, notamment pour ses expériences médicales sur des prisonniers à Ravensbrück.
Après la guerre, le complexe de Hohenlychen passe sous le contrôle du Groupement des forces armées soviétiques en Allemagne. Les dernières troupes russes quittent le site le 31 août 1993, et la plus grande partie du sanatorium reste encore vide à ce jour.